# Baronia taratana
Baronia  es un género monotípico de plantas  perteneciente a la familia de las anacardiáceas. Su única especie, Baronia taratana, es originaria de Madagascar.

## Taxonomía
Baronia taratana fue descrita por John Gilbert Baker y publicado en Journal of Botany, British and Foreign 20: 67. 1882.
Sinonimia
- Rhus taratana (Baker) H. Perrier